# Haddaway
Haddaway   (Port-of-Spain, 9 de gener de 1965) nom artistic de Nestor Alexander Haddaway, és un cantant de house i eurodance d'origen trinitenc nacionalitzat alemany. Fill de pare alemany i mare nord-americana.

## Biografia
És fill d'un oceanògraf alemany i d'una infermera estatunidenca. En separar-se els seus pares, Haddaway es va traslladar des de Trinitat i Tobago a Europa a principis de 1970. Després de passar la seva infantesa en diversos internats d'Alemanya, on el seu pare el va matricular, es va traslladar als Estats Units per a quedar-se amb la seva mare.
Allí va assistir a l'Escola Secundària Eisenhower i més endavant a la Laurel High School en Laurel, Maryland, en última instància, es va graduar en Meade Senior High School en 1983. Allí fou on va començar la seva formació musical, principalment en Jazz. Va desenvolupar un amor per la música que mai acabaria.
Haddaway va realitzar petites actuacions amb una banda de versions anomenada "Chance" mentre estudiava ciències polítiques i història a la Universitat George Washington a Washington D.C.
En 1989, als 24 anys d'edat, Haddaway va tornar a Europa i es va instal·lar en Colònia, Alemanya, on va començar a jugar a futbol americà per als cocodrils de Colònia en la Lliga Alemanya de Futbol, així com a treballar de coreògraf, venedor de catifes i component música en el seu temps lliure.
En 1992, va ser contractat pel segell alemany Coconut Records. El seu primer senzill "What Is Love" es va convertir ràpidament en un succés, aconseguint el número 2 a Alemanya i al Regne Unit.
A Alemanya aquest senzill va vendre 900 000 còpies, al Regne Unit, va ser certificat or per la venda de 400 000 còpies. A principis de 1994, les vendes mundials de "What Is Love" ja havien arribat a 2,6 milions.
Després del seu llançament Haddaway no va tenir un altre èxit major a Amèrica del Nord, encara que el seu àlbum debut va tenir quatre singles que es van transformar en hits: "Life", "Mama's House", "I Miss You" i "Rock My Heart" que van estar en els primers llocs de popularitat a Alemanya i Regne Unit.
What is Love es va convertir en una cançó molt popular en tot Europa i el món, donant-li així l'oportunitat de realitzar un World-Tour durant quatre anys consecutius. En aquest tour va comptar amb el suport de la cantant Natascha Wright als cors i un grup coreogràfic que el va acompanyar en tot el seu recorregut, visitant països com ara els Estats Units, el Canadà, Austràlia, el Japó, Mèxic, Xile, Colòmbia, l'Argentina i el Brasil.
Haddaway va aparèixer en el reality xou Comeback a Alemanya, durant 2003. També va aparèixer en un xou similar a Anglaterra, Hit Me Baby One More Time, i en 2005 va aparèixer en la versió estatunidenca d'aquest xou.
Al juliol de 2005, va llançar un nou senzill anomenat "Spaceman" i un àlbum anomenat Pop Splits a Alemanya.
En 2010 reapareix amb un nou senzill anomenat "You Gave Me Love", tema que va arribar als primers llocs de les llistes de hits d'Europa en aquest any.
En 2023 amb els múltiples memes del culturista Mike O'Hearn va tornar a tenir un gran èxit la cançó What is Love arribant fins i tot a fer noves versions com és la de David Guetta, Anne Marie & Coi Leray anomenada Baby don't hurt me

## Discografia

### Àlbums d'estudi
| Haddaway                                  | - Data de llançament: 26 de juny de 1995 - Discogràfica: Arista Records - Formats: CD, casset                | 32 | 27 | 18 | 54 |   | — | — | 10 | — | — |  |
| Let's Do It Now                           | - Data de llançament: 28 de desembre de 1999 - Discogràfica: Arista Records - Formats: CD, casset            | —  | —  | —  | —  | — | — | — | —  | — |   |  |
| My Face                                   | - Data de llançament: 3 de setembre de 2001 - Discogràfica: Arista Records - Formats: CD, casset             | —  | —  | —  | —  | — | — | — | —  | — |   |  |
| Love Makes                                | - Data de llançament: 2 de juliol de 2002 - Discogràfica: ZXY Music - Formats: CD, casset                    | —  | —  | —  | —  | — | — | — | —  | — |   |  |
| Pop Splits                                | - Data de llançament: 18 de juliol de 2005 - Discogràfica: Coconut Records - Formats: CD, descàrrega digital | —  | —  | —  | —  | — | — | — | —  | — |   |  |
| "—" denota que no va entrar als rànquings | |    |    |    |    |   |   |   |    |   |   |  |